# Cristián Olivares
Cristián Andrés Olivares Cifuentes (n. Chile,  19 de septiembre de 1980) es un exfutbolista chileno que jugaba como defensa. Su último equipo fue San Antonio Unido.

## Clubes
| Club                      | País  | Temporadas |
| ------------------------- | ----- | ---------- |
| Universidad de Concepción | Chile | 1999-2003  |
| Fernández Vial            | Chile | 2004       |
| Palestino                 | Chile | 2005       |
| Ñublense                  | Chile | 2006       |
| Rangers                   | Chile | 2007       |
| Unión San Felipe          | Chile | 2008       |
| Deportes Melipilla        | Chile | 2009       |
| Coquimbo Unido            | Chile | 2010       |
| Rangers                   | Chile | 2011       |
| Coquimbo Unido            | Chile | 2012       |
| San Antonio Unido         | Chile | 2013       |

- Datos: Q5791620